# Elmwood (Nebraska)
Elmwood és una població dels Estats Units a l'estat de Nebraska. Segons el cens del 2000 tenia 668 habitants.

## Demografia
Segons el cens del 2000, Elmwood tenia 668 habitants, 254 habitatges, i 182 famílies. La densitat de població era de 678,7 habitants per km².
Dels 254 habitatges en un 33,9% hi vivien nens de menys de 18 anys, en un 62,2% hi vivien parelles casades, en un 7,1% dones solteres, i en un 28,3% no eren unitats familiars. En el 25,6% dels habitatges hi vivien persones soles el 16,9% de les quals corresponia a persones de 65 anys o més que vivien soles. El nombre mitjà de persones vivint en cada habitatge era de 2,63 i el nombre mitjà de persones que vivien en cada família era de 3,2.
Per edats la població es repartia de la següent manera: un 29,9% tenia menys de 18 anys, un 6,9% entre 18 i 24, un 27,1% entre 25 i 44, un 18,9% de 45 a 60 i un 17,2% 65 anys o més.
L'edat mediana era de 36 anys. Per cada 100 dones de 18 o més anys hi havia 88 homes.
La renda mediana per habitatge era de 37.132 $ i la renda mediana per família de 46.875 $. Els homes tenien una renda mediana de 35.250 $ mentre que les dones 28.750 $. La renda per capita de la població era de 17.662 $. Aproximadament el 3,9% de les famílies i el 6,3% de la població estaven per davall del llindar de pobresa.

## Poblacions més properes
El següent diagrama mostra les poblacions més properes.